# Золота рибка (фільм, 1924)
«Золота рибка» (англ. The Goldfish) — американська комедія режисера Джеррі Сторма 1924 року.

## У ролях
- Констанс Толмадж — Дженні Везербі
- Джек Мулхолл — Джиммі Везербі
- Френк Елліотт — герцог Міддлсекс
- Джин Гершолт — Герман Краусс
- Зазу Піттс — Амелія Пагслі
- Едвард Коннеллі — граф Невскі
- Вільям Конклін — Дж. Гмайлтіон Паверс
- Лео Вайт — Касмір
- Неллі Блай Бейкер — Еллен
- Кейт Лестер — місіс Белмором
- Ерік Мейн — принц
- Вільям Веллеслі — містер Кран
- Жаклін Гедсден — Гелен Кран
- Персі Вільямс — Вілтон
- Джон Патрік — репортер